# Rashid Sharifi
Rashid Sharifi (* 21. September 1984 in Sedeh Lenjan, Isfahan) ist ein iranischer Gewichtheber im Superschwergewicht (über 105 kg).

## Karriere
Sharifi rückte als iranischer Teilnehmer im Superschwergewicht hinter Doppelolympiasieger Hossein Rezazadeh bei den Olympischen Sommerspielen 2008 nach, welcher kurz vor den Spielen in Peking nach einem Autounfall seinen Rücktritt verkündet hatte. Am olympischen Wettkampf in der Klasse über 105 kg musste Sharifi in der als schwächer eingeschätzten Gruppe B ohne die Titelfavoriten antreten, in dieser siegte er allerdings mit 13 kg Vorsprung auf den Deutschen Almir Velagic. Insgesamt platzierte er sich mit dem sechsten Platz und im Reißen und Stoßen zusammen gehobenen 426 kg als bester Asiate beim Sieg von Matthias Steiner.
Zuvor hatte er 2008 bereits Gold bei den Asienmeisterschaften 2008 in Kanazawa, Japan gewonnen. Auch bei den Asienmeisterschaften 2009 war er Erster. Allerdings wurde er bei der Dopingkontrolle positiv auf Metandienon getestet und für zwei Jahre gesperrt.